# 구미신평중학교
구미신평중학교(龜尾新坪中學校)는 대한민국 경상북도 구미시 신평동에 있는 공립 중학교이다.

## 학교 연혁
- 1992년 8월 29일 : 구미신평중학교 설립인가(12학급)
- 1994년 2월 28일 : 교실 및 부대시설 준공
- 1994년 3월 1일 : 초대 김인수 교장 취임
- 1997년 2월 14일 : 제1회 졸업식(남 285명, 여 292명 계 577명)
- 2003년 10월 20일 : 목련도서관 개관
- 2003년 10월 22일 : 교육인적자원부 지정 연구학교 공개 운영보고회
- 2004년 4월 28일 : 레슬링부 창단
- 2005년 1월 25일 : 신관 특별교실(목련관) 준공
- 2006년 8월 20일 : 과학실 현대화 사업
- 2008년 9월 16일 : 다목적 강당 및 급식소 준공
- 2011년 12월 2일 : 목련도서관 리모델링, 영양상담실 개관
- 2023년 3월 1일 : 제15대 김장섭 교장 취임
- 2024년 2월 8일 : 제28회 졸업식(125명, 졸업생 누계 8,998명)
- 2024년 3월 4일 : 2024학년도 입학식(남 86명, 여 63명 계 149명)

## 참고 자료
- 구미신평중학교 - 한국교육학술정보원 학교알리미